# Zaburzenia psychiczne

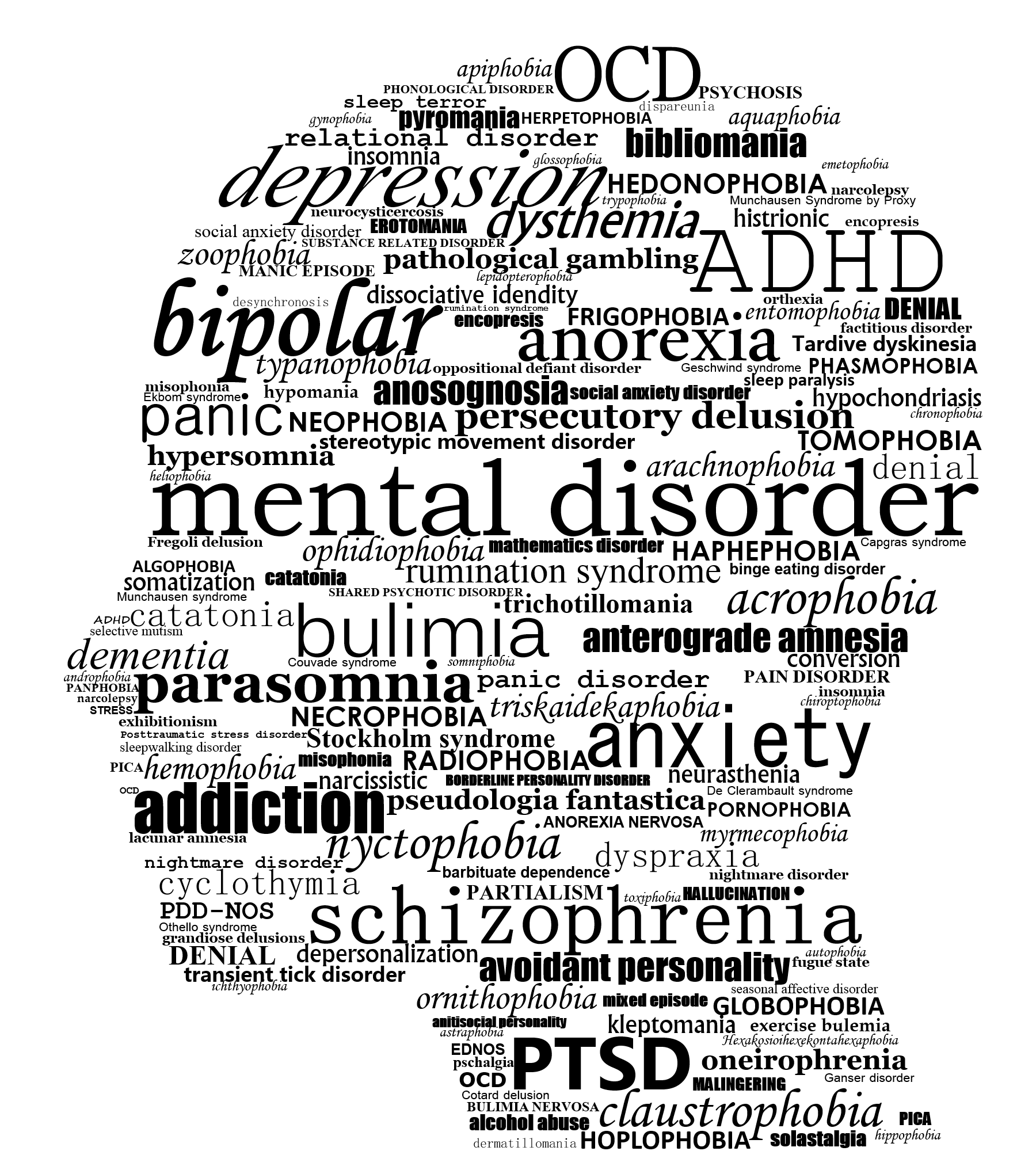
Do głównych grup zaburzeń psychicznych należą zaburzenia lękowe, zaburzenia odżywiania, zaburzenia nastroju, zaburzenia neurorozwojowe, zaburzenia osobowości, zaburzenia psychotyczne, zaburzenia związane z uzależnieniami

Zaburzenia psychiczne – wzorce lub zespoły zachowań, sposobów myślenia, czucia, postrzegania oraz innych czynności umysłowych i relacji z innymi ludźmi, będące źródłem cierpienia lub utrudnień w indywidualnym funkcjonowaniu dotkniętej nimi osoby. Zaburzenia te mogą być utrwalone, nawracające, mogą stopniowo ustępować (remisja) lub przebiegać jako pojedynczy epizod. 
Zaburzenia psychiczne przebiegać mogą np. z dużymi zaburzeniami emocji i nastroju, zaburzeniami myślenia i złożonej aktywności, zaburzeniami świadomości, a także z objawami wytwórczymi, np. urojeniami i omamami. Do zaburzeń psychicznych zaliczamy zaburzenia lękowe, zaburzenia obsesyjno-kompulsywne, zaburzenia psychotyczne, zaburzenia afektywne, część zaburzeń psychosomatycznych, zaburzenia neurorozwojowe, zaburzenia psychiczne organiczne, zaburzenia osobowości, zaburzenia związane z uzależnieniami, niektóre dewiacje seksualne. Różnorakie podziały chorób psychicznych nie są jednak ścisłe, bowiem zaburzenia psychiczne często łączą w sobie objawy charakterystyczne dla innych jednostek chorobowych (np. ciężki epizod depresji z objawami psychotycznymi), a granica pomiędzy tzw. normą psychiczną a patologią może być płynna i w dużej mierze uwarunkowana czynnikami społeczno-kulturowymi.
Wyodrębnienia większości poszczególnych zaburzeń psychicznych w aktualnie stosowanych klasyfikacjach takich, jak DSM-5 czy ICD-10, dokonano głównie ze względów praktycznych, związanych z zasadami postępowania medycznego, społecznego lub prawnego. Co więcej, autorzy owych klasyfikacji posługują się bardziej ogólnym terminem „zaburzenie” (ang. disorder) celem uniknięcia poważniejszych wątpliwości dotyczących terminu „choroba” (ang. disease lub illness). Niemniej jednak niektóre źródła piśmiennicze posługują się zamiennie pojęciami „zaburzenie psychiczne” i „choroba psychiczna”, pomijając różnice pomiędzy konotacjami tych terminów.
W polskim systemie prawnym pojęciu „choroby psychicznej” nadano specyficzne znaczenie, odrębne od znaczenia terminu „zaburzenie”. Osoby cierpiące na tak rozumiane choroby psychiczne w Polsce mają większy dostęp do nieodpłatnych świadczeń zdrowotnych, niż ogół osób z zaburzeniami psychicznymi, ale też tylko wobec osób z chorobą psychiczną jest możliwe postępowanie lecznicze bez ich zgody. Jeszcze węższym sposobem definiowania „chorób psychicznych” jest utożsamianie ich z psychozami.
Pojęcie zaburzenia wiąże się z pojęciami zdrowia psychicznego, normalności zachowania oraz jego patologii.
Określenie granic normalności jest często zbędne, zwykle też bardzo trudne. Psychiatria biologiczna wiąże zaburzenia psychiczne z przyczynami neurochemicznymi. Psychologia najczęściej łączy większość zaburzeń z czynnikami intrapsychicznymi, doświadczeniami społecznymi i poziomem nasilenia stresu. Skrajne podejścia, jak antypsychiatria czy psychologia systemowa, przerzucają ciężar patologii z procesów intrapsychicznych na interakcje społeczne, zwłaszcza związane z rodziną pochodzenia.

## Klasyfikacje

### Podział zaburzeń psychicznych wedługklasyfikacji ICD-11[5]
| Kategoria zaburzeń | Przykład | Kod ICD-11            |
| --- | --- | --------------------- |
| Zaburzenia neurorozwojowe                                                                                                   | zaburzenia ze spektrum autyzmu | 6A00–6A0Z             |
| Schizofrenia i inne pierwotne zaburzenia psychotyczne                                                                       | zaburzenie schizoafektywne | 6A20–6A2Z             |
| Katatonia | katatonia związana z innym zaburzeniem psychicznym | 6A40–6A4Z             |
| Zaburzenia nastroju | zaburzenia depresyjne | 6A60–6A8Z             |
| Zaburzenia lękowe i inne zaburzenia związane ze strachem                                                                    | zaburzenie paniczne | 6B00–6B0Z             |
| Zaburzenia obsesyjno-kompulsywne i inne współwystępujące zaburzenia                                                         | dysmorfofobia | 6B20–6B2Z             |
| Zaburzenia związane ze stresem                                                                                              | zaburzenie stresowe pourazowe | 6B40–6B4Z             |
| Zaburzenia dysocjacyjne | zaburzenie depersonalizacja-derealizacja | 6B60–6B6Z             |
| Zaburzenia jedzenia i odżywiania się                                                                                        | jadłowstręt psychiczny | 6B80–6B8Z             |
| Zaburzenia wydalania | moczenie nocne |                       |
| Zaburzenia związane z cierpieniem cielesnym                                                                                 | cierpienie związane z integralnością ciała |                       |
| Zaburzenia spowodowane używaniem substancji psychoaktywnych lub zachowaniami uzależniającymi                                | alkoholizm | 6C40–6C5Z             |
| Zaburzenia kontroli impulsów                                                                                                | piromania | 6C70–6C7Z             |
| Zachowania destrukcyjne i zaburzenia dyssocjalne (aspołeczne)                                                               | dyssocjalne zaburzenie zachowania | 6C90–6C9Z             |
| Zaburzenia osobowości i inne związane z nimi cechy                                                                          | wzorzec borderline | 6D10–6D11             |
| Parafilie | ekshibicjonizm | 6D30–6D3Z             |
| Zaburzenia pozorowane | zaburzenie pozorowane skierowane na samego siebie | 6D50–6D5Z             |
| Zaburzenia neuropoznawcze                                                                                                   | otępienie w przebiegu choroby Alzheimera | 6D70–6E0Z             |
| Zaburzenia psychiczne i zaburzenia zachowania związane z ciążą, porodem i połogiem                                          | depresja poporodowa | 6E20–6E2Z             |
| Czynniki psychologiczne i behawioralne związane z zaburzeniami lub chorobami sklasyfikowanymi gdzie indziej                 | Lista objawów, które mogą być wykorzystane do identyfikacji istotnych aspektów obrazu klinicznego, niezależnie od tego, czy u danej osoby rozpoznano zaburzenia psychiczne. | 6E40                  |
| Wtórne zaburzenia psychiczne lub zaburzenia zachowania związane z zaburzeniami lub chorobami sklasyfikowanymi gdzie indziej | zespół czołowy | 6E60-6E6Z             |
| Zaburzenia snu i czuwania (w ICD-11 stanowią samodzielną kategorię)                                                         | Przewlekła bezsenność | 7A00-7B2Z             |
| Zaburzenia seksualne (w ICD-11 stanowią samodzielną kategorię)                                                              | wytrysk przedwczesny | HA00-HA0Z, GC42,      |
| Sprzeczność płci (w ICD-11 częściowo w kategorii zaburzeń seksualnych)                                                      | Zaburzenia rozwoju płci | HA60-HA6Z, 6E8Y, 6E8Z |

### Podział zaburzeń psychicznych wedługklasyfikacji ICD-10
| Kategoria zaburzeń                                                                             | Przykład                                                          | Kod ICD-10 |
| ---------------------------------------------------------------------------------------------- | ----------------------------------------------------------------- | ---------- |
| zaburzenia psychiczne organiczne, włącznie z zespołami objawowymi                              | zespół czołowy                                                    | F00-F09    |
| zaburzenia psychiczne i zachowania spowodowane używaniem środków (substancji) psychoaktywnych  | alkoholizm                                                        | F10-F19    |
| schizofrenia, zaburzenia typu schizofrenii (schizotypowe) i urojeniowe                         | schizofrenia                                                      | F20-F29    |
| zaburzenia nastroju (afektywne)                                                                | choroba afektywna dwubiegunowa, zaburzenia depresyjne nawracające | F30-F39    |
| zaburzenia nerwicowe, związane ze stresem i pod postacią somatyczną                            | zespół lęku napadowego                                            | F40-F48    |
| zespoły behawioralne związane z zaburzeniami fizjologicznymi i czynnikami fizycznymi           | bulimia, lęki nocne, wytrysk przedwczesny                         | F50-F59    |
| zaburzenia osobowości i zachowania dorosłych                                                   | osobowość dyssocjalna, zaburzenia preferencji seksualnych         | F60-F69    |
| upośledzenia umysłowe                                                                          | niepełnosprawność intelektualna w stopniu lekkim                  | F70-F79    |
| zaburzenia rozwoju psychicznego (psychologicznego)                                             | autyzm dziecięcy                                                  | F80-F89    |
| zaburzenia zachowania i emocji rozpoczynające się zwykle w dzieciństwie i w wieku młodzieńczym | ADHD                                                              | F90-F98    |
| zaburzenia psychiczne bliżej nieokreślone (BNO)                                                | –                                                                 | F99        |

## Zaburzenia psychiczne w statystykach (Polska)
Ponad 1,5 mln osób w ciągu roku trafia do szpitali psychiatrycznych (wzrost o około 900 tys. od 1990 r. do 2004, największy odsetek w Europie). W 2007 roku około 100 tys. osób znalazło się w polskich szpitalach psychiatrycznych z najcięższymi schorzeniami psychotycznymi (dane z 2007 r.).